# Coleoxestia
Coleoxestia är ett släkte av skalbaggar. Coleoxestia ingår i familjen långhorningar.

## Dottertaxa tillColeoxestia, i alfabetisk ordning[1]
- Coleoxestia anthracina
- Coleoxestia armata
- Coleoxestia atrata
- Coleoxestia aurigena
- Coleoxestia brevipennis
- Coleoxestia cinnamomea
- Coleoxestia corvina
- Coleoxestia curoei
- Coleoxestia denticornis
- Coleoxestia ebenina
- Coleoxestia errata
- Coleoxestia exotica
- Coleoxestia fasciola
- Coleoxestia femorata
- Coleoxestia glabripennis
- Coleoxestia globulicollis
- Coleoxestia guttula
- Coleoxestia illex
- Coleoxestia julietae
- Coleoxestia kuratai
- Coleoxestia lissonota
- Coleoxestia nigripes
- Coleoxestia nigropicea
- Coleoxestia nitida
- Coleoxestia nitidissima
- Coleoxestia olivieri
- Coleoxestia pirrensis
- Coleoxestia polita
- Coleoxestia pubicornis
- Coleoxestia rachelae
- Coleoxestia rubromaculata
- Coleoxestia rufosemivittata
- Coleoxestia sanguinipes
- Coleoxestia semipubescens
- Coleoxestia setigera
- Coleoxestia sobrina
- Coleoxestia spinifemorata
- Coleoxestia striatepunctata
- Coleoxestia thomasi
- Coleoxestia tupunhuna
- Coleoxestia waterhousei
- Coleoxestia vittata